# Cash Flow Tax
La Cash Flow Tax è una tassa che si ottiene calcolando la differenza tra il totale delle entrate e delle uscite monetarie di un'impresa. Il cash flow rappresenta l'ammontare del denaro liquido che l'azienda possiede in un dato momento della sua vita. 
La Cash Flow Tax è un modello di tassa puramente teorico e non è mai stata applicata in nessun Paese.

## Il concetto di Cash Flow Tax
All’interno del dibattito sulla determinazione dell’imponibile, la proposta di una Cash Flow Tax ha guadagnato attenzione, soprattutto tra gli economisti. Questo sistema si fonda sull’idea di considerare i proventi e i costi nel periodo in cui avviene la loro manifestazione finanziaria, concentrandosi sui flussi di cassa.
Il Cash Flow è uno degli indicatori più importanti per verificare lo stato di salute di un’impresa e si riferisce alle variazioni positive o negative della liquidità nell’arco di un determinato periodo, generalmente un anno.
In una formula semplificata potrebbe essere così rappresentato: Cash flow = liquidità finale - liquidità iniziale
La Cash Flow Tax richiede una rigorosa tenuta delle scritture contabili, poiché i flussi di cassa devono essere registrati in modo preciso.
Da un punto di vista storico, il primo studio effettuato sulla Cash Flow Tax risale al 1948, che venne poi ripreso dal Prof. James Meade (vincitore del premio Nobel per l’economia nel 1977), il quale alla guida di un comitato incaricato di esaminare potenziali riforme fiscali da attuare nel Regno Unito, propose tre distinti modelli di tassazione, ciascuno caratterizzato da specifiche tipologie di flussi di cassa.
Tornando al rapporto Meade del 1978, questo distingueva: una Cash Flow Tax basata sui flussi di cassa reali (Cash Flow Tax R) , una Cash Flow Tax basata sull’insieme dei flussi reali e finanziari (Cash Flow Tax R+F) e, infine, una Cash Flow Tax basata sui flussi in uscita dal circuito dell’impresa, ossia sui dividendi pagati ai soci (Cash Flow Tax S).
Il primo modello Cash Flow Tax R si basa sulla differenza tra incassi da vendite e costi operativi (materie prime, salari, ecc.), senza considerare le modalità di finanziamento. Questo modello risulta essere neutro rispetto alle scelte di indebitamento, in quanto gli interessi passivi non sono deducibili. La principale innovazione rispetto al sistema odierno è l'immediata deduzione degli investimenti, penalizzando le imprese fortemente indebitate. In questo modello, il Fisco agirebbe come un socio dell’impresa, partecipando a ricavi e costi. Tuttavia, non è applicabile a imprese come le banche che non generano flussi di cassa da vendite reali e risultano detassate, mostrando flussi di cassa negativi a causa dei costi operativi.
Il secondo modello Cash Flow Tax R+F prevede la tassazione della base imponibile, composta dalla somma dei flussi di cassa derivanti sia da operazioni reali. sia da flussi finanziari (interessi percepiti meno interessi pagati). Questa base è più simile all'attuale sistema fiscale poiché considera le stesse componenti reddituali utilizzate per le imposte sui redditi e differisce nel modo in cui vengono determinate. Tuttavia, non è neutra rispetto alle scelte di finanziamento dell'impresa poiché permette la deduzione degli interessi pagati sui prestiti, influenzando così le decisioni aziendali riguardo all'indebitamento.
Il terzo modello di Cash Flow Tax discusso da Meade è la Cash Flow Tax basata sulle transazioni azionarie (Cash Flow Tax S) che impone una tassa sui flussi di cassa in uscita dalle imprese, concentrandosi principalmente sui dividendi distribuiti agli azionisti e sugli acquisti di azioni di terzi. Questo modello, sebbene semplificato e limitato a un numero ristretto di operazioni, tende a scoraggiare la distribuzione di dividendi. Per ovviare a questo effetto negativo, le aziende potrebbero cercare finanziamenti dai soci, esentando tali fondi dalla tassazione e remunerando i prestiti con tassi d’interesse superiori a quelli di mercato.
Gli studi della Commissione Meade sulla Cash Flow Tax sono stati poi ripresi negli Stati Uniti nel 2016 con la proposta di una Destination - Based Cash Flow Tax (DBCFT). Originariamente progettata per un’economia meno globalizzata, questa tassazione si focalizzava sui flussi di cassa dei produttori nazionali. Tuttavia, con l'aumento dell'internazionalizzazione, è emersa la necessità di un modello che non fosse facilmente manipolabile dalle imprese tramite la scelta della loro residenza fiscale. La DBCFT tassa le vendite in base alla posizione dei consumatori, ignorando l'allocazione della produzione. 
D’altro canto, nel nostro ordinamento ci sono state limitate sperimentazioni di tassazione per cassa, soprattutto per le piccole imprese assoggettate a IRPEF, ma queste si sono basate ancora sui dati IVA, che non sempre riflettono l’effettivo incasso.
La Cash Flow Tax risulta essere principalmente un metodo per attribuire costi e ricavi basandosi sui flussi di cassa, mantenendo la conformità con le normative fiscali vigenti. Il fine principale è semplificare il sistema impositivo, riducendo il contenzioso derivante da valutazioni soggettive; inoltre, questo tipo di tassazione si propone di eliminare il sistema attuale degli acconti, che prevede versamenti semestrali (giugno e novembre), a favore di una periodicità mensile o trimestrale. Questa modifica, secondo i sostenitori, potrebbe alleggerire gli oneri burocratici gravanti sui professionisti.
Il modello suggerito prevede che la liquidazione dell’imposta avvenga in modo automatico e che il fisco possa prelevare direttamente le somme dovute dai conti correnti dei contribuenti, previa autorizzazione. Ciò richiederebbe un sistema elettronico robusto per la tracciabilità dei flussi di cassa, integrando ulteriormente la fatturazione elettronica con dati sui movimenti bancari.
La proposta di Cash Flow Tax sembra riflettere un tentativo del governo di affrontare le sfide economiche accentuate dalla crisi pandemica, cercando di stimolare la liquidità fiscale a breve termine. Tuttavia, la sostenibilità e l’efficacia a lungo termine della riforma rimangono in discussione. Gli esperti avvertono che una vera semplificazione del sistema fiscale dovrebbe includere misure di equità tra i redditi di lavoro autonomo e dipendente, oltre a incoraggiare le aggregazioni tra professionisti.

## Differenze tra la Cash Flow Tax e il reddito liquido
É necessario distinguere il reddito liquido dal cash flow.
Per “Reddito Liquido” si intende un nuovo concetto di reddito tassabile, costituente il cuore di una ipotesi di riforma delle imposte sui redditi. La proposta di tassare il reddito liquido mira a rendere la fiscalità più adattabile alla crisi economica, semplificando la determinazione del reddito d’impresa e aumentando la prevedibilità delle conseguenze fiscali. Questo approccio potrebbe ridurre gli effetti negativi del redditometro e degli studi di settore sull'occupazione e sugli investimenti, incentivando anche gli investimenti esteri e il pagamento dei tributi. 
D’altra parte, si pone l’obiettivo di rendere più efficienti l'accertamento e la riscossione da parte dell'amministrazione finanziaria. Una soluzione potrebbe essere quella di adottare un regime di tassazione sul reddito basato sul principio di cassa, mantenendo comunque la disciplina civilistica del bilancio. In questo modo, il reddito d’impresa sarebbe determinato dalle differenze nelle disponibilità liquide all'inizio e alla fine del periodo d’imposta, facilitando una visione chiara e immediata della situazione finanziaria dell’impresa.
Il sistema di tassazione del reddito liquido (L.I.T.S.) sarebbe applicabile a tutte le imprese nazionali e potrebbe offrire spunti per una riforma della tassazione a livello europeo. Inoltre, potrebbe aprire la strada a un “reddito liquido personale” e a una “IVA liquida”. 
Tale nuovo sistema “L.I.T.S.” (che, dunque, si propone tra gli altri il fine congiunto di superare sia le criticità costituzionali del sistema vigente, sia le numerose difficoltà che la dottrina da sempre associa a ipotesi di Cash Flow Tax), sibasa su due elementi costitutivi inseparabili: un innovativo concetto di reddito tassabile (reddito liquido) e un nuovo tipo di sostituzione di imposta (sostituzione di imposta di impresa).
Il "reddito liquido", inoltre, si distingue dal "reddito economico" in quanto esso detiene un grado di certezza maggiore. La già citata proposta di riforma L.I.T.S., dunque, mira a tassare una capacità contributiva più “liquida”, ossia più effettiva, che renda il tributo più equo e certo, prediligendo elementi scientifici, come gli addebiti o accrediti nei conti correnti qualificati.
In aggiunta, questa nuova impostazione permetterebbe il riporto delle perdite anche per i contribuenti semplificati, allineando il trattamento fiscale tra le diverse categorie di questi. 

## Destination - Based Cash Flow Tax
Nel 2016 Paul Ryan ha annunciato una Task Force del Partito Repubblicano che ha proposto un piano per riformare il sistema di tassazione presente negli Stati Uniti.
Una delle modifiche più significative consiste nell’introduzione della Destination – Based Cash Flow Tax (DBCFT). 
Essa è caratterizzata dal fatto di essere una Cash Flow Tax associata al Border Adjustment: questo significa che vengono tassate soltanto le importazioni, disincentivandole, e le esportazioni risultano esenti.
Nella DBCFT il fattore determinante per l’imponibilità non è più la residenza dell’impresa, ma è la destinazione finale di beni e servizi (destination – based). Di conseguenza, vengono eliminati anche molti fenomeni connessi alla globalizzazione, come la delocalizzazione dell’impresa e lo spostamento degli investimenti in Paesi a tassazione più favorevole.
Inoltre, constatiamo anche rilevanti vantaggi dal punto di vista amministrativo perché, essendo i costi immediatamente deducibili, non è necessario creare un intricato sistema di norme antievasione che richiedono una continua revisione (come quello presente nei sistemi attuali).
Infine, rileviamo anche dei vantaggi economici  perché la DBCFT non incide sulla scelta del tipo, della consistenza e del luogo degli investimenti.
Tuttavia, i vantaggi finora elencati sono stati previsti in via puramente teorica dal momento che questo tipo di tassazione non è mai stata applicata concretamente. 
Peraltro, sono stati riscontrati innumerevoli svantaggi. 
Un primo problema pratico riguarda il gettito nella transazione perché in un primo momento risultano deducibili sia le quote di ammortamento non ancora dedotte sui vecchi investimenti sia i nuovi investimenti (che sono, invece, pienamente deducibili).
Il secondo problema riguarda la compatibilità della DBCFT con la disciplina legale imposta dall’Organizzazione Mondiale del Commercio perché "il border adjustment nelle imposte dirette è considerato discriminatorio ed è quindi vietato dal WTO."
Infine, se gli Stati Uniti adottassero la DBCFT dovrebbero rinegoziare tutti i trattati esistenti con gli altri Paesi perché "gli accordi internazionali sono costruiti sulla nozione di utile tradizionale, non sulla nozione di utile da cash flow, e non è affatto chiaro se le controparti considereranno la nuova imposta equivalente alla vecchia".
Quindi, se i trattati bilaterali contro le doppie imposizioni non riconoscono questa imposta, gli investitori esteri potrebbero perdere il diritto al credito sulla loro imposta domestica.
Alla fine del 2017 il Congresso ha approvato la nuova riforma fiscale, ma senza la Destination - Based Cash Flow Tax.

## I vantaggi e gli svantaggi
La Cash Flow Tax si applica su una base imponibile data dalla differenza tra ricavi e costi. Il principale scopo della suddetta è di permettere alle aziende di gestire meglio il proprio flusso di cassa riducendo l’incertezza finanziaria legata ai tempi di incasso, poiché le operazioni verrebbero registrate al momento del pagamento. 
Si distingue dalla Destination Based Cash Flow Tax, in quanto il fine di quest’ultima è favorire le imprese locali: in primo luogo, non tassando le esportazioni; in secondo luogo, prevedendo dazi per le importazioni affinché il prodotto risulti più competitivo sia all’estero sia nel mercato interno. Con l’imposta sul flusso di cassa sulla fonte (Cash Flow Tax) l’impresa avrebbe un incentivo a trasferirsi laddove l’aliquota fiscale risulti più bassa, mentre con la tassa sul flusso di cassa sulla destinazione l’impresa non otterrebbe alcun vantaggio fiscale a seguito del trasferimento in un altro Paese.
Il sistema fiscale detiene diverse funzioni, tra cui quella di stimolare la crescita economica. Uno dei vantaggi più grandi che si otterrebbe con l’applicazione di tale imposta sarebbe quello relativo all’incentivo agli investimenti. 
Quest’ultimo è favorito dal fatto che, prevedendo una base imponibile calcolata sulla differenza tra ricavi e costi dei beni e servizi, la tassazione risulterebbe minore laddove gli investimenti siano effettuati in misura maggiore.
Inoltre, la mancata possibilità di dedurre gli interessi passivi comporterebbe per le imprese la prevalenza a scegliere come fonte di investimento il proprio capitale ai fini di una minore tassazione. Di conseguenza, la finanza del debito sarebbe una situazione sfavorevole.
La Cash Flow Tax andrebbe soprattutto a beneficio delle piccole imprese. Innanzitutto, la crescita economica sarebbe favorita dalla possibilità di dedurre immediatamente gli investimenti. Dopodiché, l’azienda potrebbe raggiungere una maggiore stabilità finanziaria anche in situazioni di crisi, poiché si tasserebbero i flussi reali di cassa. Infine, le imprese potrebbero beneficiare di minori costi di gestione dal momento che normalmente necessitano di sistemi di contabilità complessi per i quali hanno bisogno del supporto di esperti.
La nuova tassa si basa esclusivamente sui flussi di cassa e non sui profitti contabili, di conseguenza eliminerebbe la necessità di calcolare il profitto economico. Ciò sarebbe un vantaggio in quanto i profitti contabili presentano maggiori difficoltà nella contabilizzazione e nell’amministrazione. Pertanto, in tal caso, non sarebbe necessario effettuare alcun aggiustamento in ordine all’eventuale inflazione.
La Cash Flow Tax, nonostante quanto appena menzionato, non è mai stata applicata in concreto in alcun Paese del mondo per diversi motivi.
È possibile individuare due tipologie di problematiche: generali e legate alla transizione al nuovo regime fiscale.
Partendo da queste ultime, il passaggio dal sistema fiscale attuale ad una nuova base imponibile comporterebbe varie complicazioni circa la registrazione delle quote di ammortamento che non siano ancora state dedotte e l’applicazione degli accordi internazionali, i quali sono stati stipulati sulla base di una divergente modalità di tassazione. Inoltre, nel caso di Paesi che applichino regimi fiscali differenti, vi sarebbe il rischio di una doppia imposizione.
Invece, con riguardo alle problematiche generali, gli ostacoli che dovrebbero essere affrontati sono molteplici. In primis, se da un lato la Cash Flow Tax costituisce un incentivo all’investimento, dall’altro potrebbe incoraggiare le pratiche elusive. Ciò avverrebbe quando, ad esempio, l’impresa decidesse di acquistare un bene immobile per ridurre il flusso di cassa imponibile e lo dismettesse immediatamente dopo, ottenendo, così, indubbi vantaggi fiscali.
L’evasione rappresenterebbe un problema non di poco conto perché le imprese potrebbero presentare costi fittizi (così come indicato poc’anzi) ovvero non registrare tutti i ricavi effettivamente ricevuti mantenendo, quindi, registri inadeguati. 
La mancanza di documentazione è una delle ragioni per cui la tassa sui flussi di cassa porterebbe con sé problemi di monitoraggio delle transizioni.
Da ultimo, l’applicazione di tale nuovo tributo potrebbe provocare un aumento dell’aliquota fiscale. Dato che le deduzioni immediate possono ridurre la base imponibile vi potrebbe essere la necessità di garantire entrate fiscali sufficienti.

## La proposta in Italia
Molte analisi  si concentrano sui possibili cambiamenti dei sistemi fiscali, in particolare del sistema di tassazione delle imprese, volte a tenere conto delle sfide connesse all’internazionalizzazione, alla digitalizzazione e alla prevalenza di beni immateriali nell’attivo delle imprese. 
In questo contesto, in Italia si inserisce l'iniziativa del Direttore dell’Agenzia delle entrate, l'avvocato Ernesto Maria Ruffini, che propone l’introduzione di una cash flow tax (CFT), destinata ai contribuenti soggetti all’IRPEF e titolari di redditi da lavoro e redditi d’impresa. 
La proposta è stata presentata durante due audizioni alla Camera dei Deputati e al Senato della Repubblica, nelle quali l’Avv. Ruffini ha suggerito l’impiego di fondi del Recovery Fund per supportare l'implementazione della riforma, in particolare per modernizzare e digitalizzare l’infrastruttura dell’Agenzia delle entrate.
La riforma interesserebbe circa quattro milioni di contribuenti, inclusi professionisti, artigiani, commercianti e soci di società di persone. Secondo quanto esposto, l’introduzione della cash flow tax avverrebbe gradualmente: inizialmente riguarderebbe le piccole imprese in contabilità semplificata e i contribuenti in regime di vantaggio o forfettario, con un'estensione successiva ai lavoratori autonomi. Non è invece prevista, al momento, l’applicazione della CFT alle società di capitali.
Con l'adozione della cash flow tax, verrebbero eliminate le componenti di reddito calcolate per competenza, tra cui ammortamenti, plusvalenze e minusvalenze, proventi immobiliari, sopravvenienze, spese di manutenzione e accantonamenti per fondi previdenziali. 
Questa proposta differisce dal modello di cash flow tax descritto nel rapporto Meade, configurandosi come un’imposta basata sui flussi di cassa che non distingue l’origine delle entrate. Con questo sistema, inoltre, il meccanismo della ritenuta d'acconto per i professionisti verrebbe eliminato , dato che il fisco potrebbe ricostruire il reddito attraverso le proprie banche dati.
Gli obiettivi principali della proposta sono la semplificazione del sistema fiscale, ottenuta eliminando gli ammortamenti che richiedono complessi calcoli e scritture contabili, e l’incentivazione degli investimenti grazie alla possibilità di deduzione immediata delle spese sostenute. 
Il Governo potrebbe regolare la percentuale di deducibilità degli investimenti in base alle proprie esigenze fiscali, limitandola in caso non ritenesse opportuna la deduzione completa. Tuttavia, esperti del settore hanno osservato che la rimozione o riduzione dei vincoli alla deducibilità dei costi comporterebbe una diminuzione delle entrate per l’Erario  
Un ulteriore vantaggio della proposta sarebbe una maggiore compliance fiscale, grazie alla facilità di determinare i flussi di cassa. 
Ed invero, è stato osservato che la fatturazione non coincide necessariamente con il flusso di cassa, rendendo necessari ulteriori adempimenti per determinare il reddito disponibile. 
A tal fine, una limitazione dell'uso del contante potrebbe agevolare la tracciabilità dei flussi di entrate e uscite tramite documentazione bancaria, ma potrebbe anche comportare nuovi obblighi contabili.
L'adozione graduale della riforma potrebbe inoltre compromettere la neutralità fiscale, incentivando alcuni contribuenti a scegliere una specifica forma giuridica per ottenere un trattamento fiscale più favorevole. Tuttavia, poiché si tratterebbe di una fase transitoria, il rischio potrebbe risultare contenuto se l'implementazione del sistema venisse completata in tempi brevi.